# Франциска Хентке
Франциска Хентке (нім. Franziska Hentke, 4 червня 1989) — німецька плавчиня.
Призерка Чемпіонату світу з водних видів спорту 2017 року.
Призерка Чемпіонату світу з плавання на короткій воді 2014 року.
Чемпіонка Європи з водних видів спорту 2016 року.
Чемпіонка Європи з плавання на короткій воді 2015, 2017 років, призерка 2009, 2013 років.